# Insun di Joseon
Insun (인순?, 仁順?; 27 giugno 1532 – Seul, 12 febbraio 1575) è stata una regina consorte coreana. Moglie del re Myeongjeong, fu reggente per loro figlio adottivo Seonjo dal 1567 al 1568.

## Biografia
Insun (nome postumo) nacque il 27 giugno 1532 come figlia maggiore di una famiglia appartenente al bon-gwan Sim di Cheongsong. Suo padre era Sim Gang, direttore del Donnyeongbu (l'Ufficio del parenti reali) e discendente di sesta generazione di Sim On, padre della regina Soheon, moglie di Sejong il Grande. Suo nonno Sim Yeon-won era primo consigliere di Stato, mentre il suo bisnonno Sim Sun-mun venne decapitato durante l'epurazione dei letterati del 1504. Sua madre era una Yi del bon-gwan Yi di Jeonju.
A dodici anni sposò il gran principe Gyeongwon (re Myeongjong), diventando la regina consorte due anni dopo, quando il re Injong morì e suo marito salì al trono. Come Myeongjong, Insun ebbe poche occasioni di adempiere al suo ruolo di regina a causa della reggenza della suocera Munjeong e dell'ingerenza dei parenti di quest'ultima. Nel 1551 partorì il principe ereditario Sunhoe, che visse solo fino a tredici anni: non essendoci altri figli maschi neanche da parte delle concubine, Insun adottò uno dei suoi nipoti, il principe Haseong, figlio di un fratellastro di Myeongjong. Quando egli salì al trono, diventando re Seonjo, Insun gli fece da reggente per otto mesi. Nel 1574 venne colpita da una malattia, che cercò di curare con l'aiuto di una sciamana. Fu inutile e morì al Changgyeonggung di Hanseong il 12 febbraio 1575. Le sue spoglie sono conservate nella tomba reale Gangneung, nel distretto di Nowon a Seul, con quelle del marito. Il suo nome postumo completo è Seonyeol Uiseong Insun wanghu.

## Ascendenza
|                 |   |                     | Genitori |  |  | Nonni |  |  | Bisnonni    |  |  | Trisnonni |  |
|                 |   |                     |          |  |  |       |  |  | Sim Sun-mun |  |  | Sim Won   |  |
|                 |   |                     |          |  |  |       |  |  | Sim Sun-mun |  |  | Sim Won   |  |
|                 |   | Jeonggyeongbuin Yi  |          |  |  |       |  |  | Sim Sun-mun |  |  |           |  |
| Sim Yeon-won    |   |                     |          |  |  |       |  |  | Sim Sun-mun |  |  |           |  |
|                 |   | Jeonggyeongbuin Sin | …        |  |  |       |  |  |             |  |  |           |  |
|                 |   | Jeonggyeongbuin Sin | …        |  |  |       |  |  |             |  |  |           |  |
|                 |   | Jeonggyeongbuin Sin | …        |  |  |       |  |  |             |  |  |           |  |
| Sim Gang        |   | Jeonggyeongbuin Sin |          |  |  |       |  |  |             |  |  |           |  |
|                 |   | …                   | …        |  |  |       |  |  |             |  |  |           |  |
|                 |   | …                   | …        |  |  |       |  |  |             |  |  |           |  |
|                 |   | …                   | …        |  |  |       |  |  |             |  |  |           |  |
| Signora Gim     |   | …                   |          |  |  |       |  |  |             |  |  |           |  |
|                 |   | …                   | …        |  |  |       |  |  |             |  |  |           |  |
|                 |   | …                   | …        |  |  |       |  |  |             |  |  |           |  |
|                 |   | …                   | …        |  |  |       |  |  |             |  |  |           |  |
| Insun di Joseon |   | …                   |          |  |  |       |  |  |             |  |  |           |  |
|                 | … | …                   |          |  |  |       |  |  |             |  |  |           |  |
|                 | … | …                   |          |  |  |       |  |  |             |  |  |           |  |
|                 | … | …                   |          |  |  |       |  |  |             |  |  |           |  |
| Yi Dae          | … |                     |          |  |  |       |  |  |             |  |  |           |  |
|                 |   | …                   | …        |  |  |       |  |  |             |  |  |           |  |
|                 |   | …                   | …        |  |  |       |  |  |             |  |  |           |  |
|                 |   | …                   | …        |  |  |       |  |  |             |  |  |           |  |
| Yi Hui-gyeong   |   | …                   |          |  |  |       |  |  |             |  |  |           |  |
|                 |   | …                   | …        |  |  |       |  |  |             |  |  |           |  |
|                 |   | …                   | …        |  |  |       |  |  |             |  |  |           |  |
|                 |   | …                   | …        |  |  |       |  |  |             |  |  |           |  |
| Signora Jeong   |   | …                   |          |  |  |       |  |  |             |  |  |           |  |
|                 |   | …                   | …        |  |  |       |  |  |             |  |  |           |  |
|                 |   | …                   | …        |  |  |       |  |  |             |  |  |           |  |
|                 |   | …                   | …        |  |  |       |  |  |             |  |  |           |  |
|                 |   | …                   |          |  |  |       |  |  |             |  |  |           |  |